# IC 3463
IC 3463 је двојна звијезда у сазвјежђу Дјевица која се налази на листи објеката дубоког неба у Индекс каталогу.
Деклинација објекта је + 12° 19' 12" а ректасцензија 12h 32m 5,0s.